# Návrat blbýho a blbějšího
Návrat blbýho a blbějšího (v anglickém originále Dumb and Dumber To) je americká filmová komedie z roku 2014. Režie a scénář se ujali Bobby a Peter Farrelly. Film je třetím filmem série Blbý a blbější. Hlavní role hrají Jim Carrey, Jeff Daniels, Rob Riggle, Laurie Holden a Kathleen Turner. Film měl premiéru ve Spojených státech dne 14. listopadu 2014 a v České republice dne 4. prosince 2014.

## Obsazení
- Jim Carrey jako Lloyd Christmas
- Jeff Daniels jako Harry Dunne
  - Dalton E. Gray jako mladý Harry
- Rob Riggle jako Travis a kapitán Lippincott
- Laurie Holden jako Adele Pinchelow
- Don Lake jako doktor Roy Baker
- Kathleen Turner jako Fraida Felcher
- Steve Tom jako Dr. Bernard Pinchelow
- Rachel Melvin jako Penny Pinchelow/Fanny Felcher
- Tembi Locke jako Dr. Walcott
- Paul Blackthorne jako doktor na pohotovosti
- Brady Bluhm jako Billy
- Swizz Beatz jako vedoucí Ninja týmu
- Bill Murray jako Ice Pick
- Derek Holland jako pacient v psychiatrické léčebně
- Mama June jako vysněná manželka Harryho
- Cam Neely jako Sea Bass
- Sean Gildea jako Sea Bassův kamarád

## Přijetí

### Tržby
Film vydělal 86,2 milionů dolarů v Severní Americe a 83,6 milionů dolarů v ostatních oblastech, celkově tak vydělal 169,8 milionů dolarů po celém světě. Rozpočet filmu činil 50 milionů dolarů. Za první víkend docílil nejvyšší návštěvnosti, kdy vydělal 38 milionů dolarů.

### Recenze
Na recenzní stránce Rotten Tomatoes získal ze 146 započtených recenzí 29 procent s průměrným ratingem 4,3 bodů z deseti. Na serveru Metacritic snímek získal z 36 recenzí 36 bodů ze sta. Na Česko-Slovenské filmové databázi si snímek k 3. srpnu 2018 drží 57 procent.

### Nominace a ocenění
| Ocenění                             | Kategorie                        | Nominovaný                | Výsledek  |
| ----------------------------------- | -------------------------------- | ------------------------- | --------- |
| Golden Schmoes Awards               | Největší zklamání roku           | Návrat blbýho a blbějšího | nominace  |
| Golden Trailer Awards               | Nejlepší teaser plakát           | Návrat blbýho a blbějšího | nominace  |
| Houston Film Critics Society Awards | Nejhorší film                    | Návrat blbýho a blbějšího | nominace  |
| Teen Choice Awards                  | Nejlepší film: komedie           | Návrat blbýho a blbějšího | nominace  |
| Teen Choice Awards                  | Nejlepší herec: komedie          | Jim Carrey                | nominace  |
| Teen Choice Awards                  | Nejlepší chemie                  | Jim Carrey a Jeff Daniels | nominace  |
| Women Film Critics Circle Awards    | Nejhorší zobrazení muže ve filmu | Návrat blbýho a blbějšího | vítězství |